# Haminoea flavescens
Haminoea flavescens is een slakkensoort uit de familie van de Haminoeidae. De wetenschappelijke naam van de soort is voor het eerst geldig gepubliceerd door A. Adams.